# Tournoi d'été du championnat du Mexique de football 2002
Navigation
Saison précédente Saison suivante
Le Tournoi Verano 2002 est le douzième tournoi saisonnier disputé au Mexique.
C'est cependant la 67e fois que le titre de champion du Mexique est remis en jeu.
Lors de ce tournoi, le CF Pachuca a tenté de conserver son titre de champion du Mexique face aux dix-huit meilleurs clubs mexicains.
Chacun des dix-neuf clubs participant au championnat était confronté une fois aux dix-huit autres. Puis les meilleurs se sont affrontés lors d'une phase finale à la fin de la saison.
Seulement deux places étaient qualificatives pour la Coupe des champions de la CONCACAF.

## Les 19 clubs participants
| Club                        | Stade                        | Capacité | Ville                    |
| --------------------------- | ---------------------------- | -------- | ------------------------ |
| Club América                | Stade Azteca                 | 105 064  | Mexico                   |
| CF Atlante                  | Stade Azul                   | 35 161   | Mexico                   |
| CF Atlas                    | Stade Jalisco                | 56 713   | Guadalajara              |
| CD Cruz Azul                | Stade Azul                   | 35 161   | Mexico                   |
| UAG Tecos                   | Stade Tres de Marzo          | 22 000   | Zapopan                  |
| Atlético Celaya             | Stade Miguel Alemán          | 25 500   | Celaya                   |
| Chivas de Guadalajara       | Stade Jalisco                | 56 713   | Guadalajara              |
| Reboceros de La Piedad (en) | Stade Juan Nepomuceno López  | 17 000   | La Piedad                |
| FC León                     | Stade Nou Camp               | 30 000   | León                     |
| CF Monterrey                | Stade Tecnológico            | 33 485   | Monterrey                |
| CA Monarcas Morelia         | Stade Morelos                | 41 056   | Morelia                  |
| Club Necaxa                 | Stade Azteca                 | 105 064  | Mexico                   |
| CF Pachuca                  | Stade Hidalgo                | 27 000   | Pachuca                  |
| CF Puebla                   | Stade Cuauhtémoc             | 42 648   | Puebla                   |
| Pumas UNAM                  | Stade Olímpico Universitario | 62 214   | Mexico                   |
| Santos Laguna               | Stade Corona                 | 18 000   | Torreón                  |
| Tigres UANL                 | Stade Universitario          | 42 000   | San Nicolás de los Garza |
| Club Toluca                 | Stade Nemesio Díez           | 27 000   | Toluca                   |
| Veracruz FC                 | Stade Luis de la Fuente      | 30 000   | Veracruz                 |

## Compétition
Le Tournoi Verano s'est déroulé de la même façon que les tournois saisonniers précédents :
- La phase de qualification : dix-neuf journées de championnat.
- La phase de barrage : des confrontations aller-retour qualificatives pour la phase finale.
- La phase finale : des confrontations aller-retour allant des quarts de finale à la finale.

### Phase de qualification
Lors de la phase de qualification les dix-neuf équipes s'affrontent à une reprise selon un calendrier lié au Tournoi Invierno 2001 (les équipes ayant reçu lors de ce dernier se déplacent et inversement).
Les équipes sont divisées en deux groupes de cinq et deux groupes de quatre, les meilleures de chaque groupe sont directement qualifiées pour la phase finale, les deuxièmes le sont également si elles terminent dans les huit premières au classement. Dans le cas contraire, les équipes jouent une phase de barrage face aux équipes ayant terminé dans les huit premières et non déjà qualifiées pour la phase finale.
Le classement est établi sur le barème de points classique (victoire à 3 points, match nul à 1, défaite à 0).
Le départage final se fait selon les critères suivants :
- Le nombre de points.
- La différence de buts générale.
- La différence de buts particulière.
- Le nombre de buts marqué à l'extérieur.
- Le tirage au sort.

#### Classement général
| Rang | Équipe                          | Pts | J  | G  | N | P  | Bp | Bc | Diff |
| ---- | ------------------------------- | --- | -- | -- | - | -- | -- | -- | ---- |
| 1    | Reboceros de La Piedad (en) (P) | 37  | 18 | 12 | 1 | 5  | 35 | 17 | +18  |
| 2    | Club Toluca                     | 35  | 18 | 10 | 5 | 3  | 35 | 17 | +18  |
| 3    | Pumas UNAM                      | 32  | 18 | 9  | 5 | 4  | 30 | 22 | +8   |
| 4    | Santos Laguna                   | 31  | 18 | 9  | 4 | 5  | 42 | 31 | +11  |
| 5    | CF Atlas                        | 30  | 18 | 8  | 6 | 4  | 30 | 28 | +2   |
| 6    | CA Monarcas Morelia             | 29  | 18 | 8  | 5 | 5  | 34 | 25 | +9   |
| 7    | Club Necaxa                     | 27  | 18 | 7  | 6 | 5  | 34 | 23 | +11  |
| 8    | Club América                    | 27  | 18 | 7  | 6 | 5  | 27 | 23 | +4   |
| 9    | CD Cruz Azul                    | 27  | 18 | 7  | 6 | 5  | 32 | 29 | +3   |
| 10   | Tigres UANL                     | 27  | 18 | 7  | 6 | 5  | 25 | 23 | +2   |
| 11   | Veracruz FC                     | 24  | 18 | 7  | 3 | 8  | 22 | 30 | -8   |
| 12   | Chivas de Guadalajara           | 22  | 18 | 5  | 7 | 6  | 22 | 21 | +1   |
| 13   | CF Pachuca (T)                  | 22  | 18 | 6  | 4 | 8  | 26 | 33 | -7   |
| 14   | CF Atlante                      | 20  | 18 | 5  | 5 | 8  | 23 | 29 | -6   |
| 15   | CF Monterrey                    | 20  | 18 | 5  | 5 | 8  | 21 | 28 | -7   |
| 16   | Atlético Celaya                 | 20  | 18 | 5  | 5 | 8  | 19 | 29 | -10  |
| 17   | UAG Tecos                       | 14  | 18 | 2  | 8 | 8  | 25 | 34 | -9   |
| 18   | CF Puebla                       | 11  | 18 | 2  | 5 | 11 | 24 | 45 | -21  |
| 19   | FC León                         | 10  | 18 | 2  | 4 | 12 | 17 | 36 | -19  |

| Légende : Qualifications et relégations | Légende : Qualifications et relégations                  |
| --------------------------------------- | -------------------------------------------------------- |
|                                         | Coupe des champions 2003 (Huitième de finale)            |
|                                         | (T) : Tenant du titre (P) : Promu de la saison 2000-2001 |

#### Matchs
| Résultats (▼dom., ►ext.)                                   | Amé | Atlt | Atls | Cel | Azu | Chi | Pie | Leó | Mon | Mor | Nec | Pac | Pue | Pum | Lag | Tec | Tig | Tol | Ver |
| Club América                                               |     |      | 0-1  |     |     | 2-3 | 2-1 |     | 4-2 | 1-1 | 0-0 |     |     | 0-0 | 2-2 |     | 3-1 |     |     |
| CF Atlante                                                 | 0-1 |      | 2-3  |     |     | 0-0 | 0-1 |     | 2-0 |     | 1-1 |     | 3-3 | 1-1 | 2-1 |     | 2-1 |     |     |
| CF Atlas                                                   |     |      |      |     |     | 1-1 | 1-0 |     | 5-1 | 2-0 | 1-3 | 3-1 |     | 2-1 | 3-3 |     |     |     | 1-1 |
| Atlético Celaya                                            | 2-2 | 2-1  | 0-0  |     |     |     | 0-4 |     | 0-1 |     | 2-2 |     | 1-3 | 3-4 |     | 2-0 | 1-0 |     |     |
| CD Cruz Azul                                               | 2-0 | 3-1  | 4-2  | 1-0 |     |     | 1-5 | 3-1 |     |     |     |     |     |     |     | 3-1 | 2-3 | 2-2 |     |
| Chivas de Guadalajara                                      |     |      |      | 2-0 | 3-0 |     |     | 2-2 |     | 0-1 |     | 1-2 | 4-0 |     | 0-0 |     |     | 0-3 | 1-2 |
| Reboceros de La Piedad (en)                                |     |      |      |     |     | 1-1 |     |     | 1-0 | 1-2 | 3-1 | 2-1 |     | 3-1 | 1-0 |     |     |     | 2-0 |
| FC León                                                    | 0-1 | 2-1  | 1-1  | 1-1 |     |     | 2-1 |     |     |     |     |     | 2-3 | 2-4 |     | 0-0 | 2-3 | 0-2 |     |
| CF Monterrey                                               |     |      |      |     | 1-1 | 3-0 |     | 4-1 |     | 0-3 |     | 1-0 | 1-1 |     | 2-3 |     |     | 1-1 | 0-0 |
| CA Monarcas Morelia                                        |     | 2-3  |      | 2-0 | 1-3 |     |     | 2-0 |     |     |     | 4-1 | 5-2 |     |     | 2-2 |     | 0-0 | 2-2 |
| Club Necaxa                                                |     |      |      |     | 1-1 | 0-1 |     | 2-0 | 3-1 | 1-2 |     | 3-0 | 3-0 |     | 4-1 |     |     |     | 3-0 |
| CF Pachuca                                                 | 3-2 | 1-2  |      | 1-1 | 2-1 |     |     | 2-1 |     |     |     |     |     |     |     | 2-2 |     | 1-2 | 3-2 |
| CF Puebla                                                  | 1-2 |      | 1-1  |     | 2-2 |     | 2-4 |     |     |     |     | 1-2 |     | 1-2 |     |     | 1-1 |     | 1-2 |
| Pumas UNAM                                                 |     |      |      |     | 0-0 | 2-2 |     |     | 1-0 | 2-1 | 1-0 | 1-1 |     |     | 3-4 |     |     |     | 2-1 |
| Santos Laguna                                              |     |      |      | 4-1 | 2-2 |     |     | 3-0 |     | 4-3 |     | 3-2 | 3-0 |     |     | 3-2 |     | 0-1 | 5-1 |
| UAG Tecos                                                  | 2-2 | 4-0  | 1-2  |     |     | 1-1 | 0-2 |     | 2-3 |     | 3-3 |     | 2-1 | 0-3 |     |     | 1-1 |     |     |
| Tigres UANL                                                |     |      | 3-0  |     |     | 1-0 | 0-2 |     | 0-0 | 1-1 | 3-3 | 1-1 |     | 1-0 | 2-1 |     |     |     |     |
| Club Toluca                                                | 2-1 | 0-0  | 5-1  | 0-1 |     |     | 3-1 |     |     |     | 3-1 |     | 5-1 | 0-2 |     | 2-2 | 3-1 |     |     |
| Veracruz FC                                                | 0-2 | 3-2  |      | 1-2 | 2-1 |     |     | 1-0 |     |     |     |     |     |     |     | 2-0 | 0-2 | 2-1 |     |
| - Victoire à domicile - Match nul - Victoire à l'extérieur |     |      |      |     |     |     |     |     |     |     |     |     |     |     |     |     |     |     |     |

#### Classements qualificatifs
La qualification pour la « Liguilla » se fait au travers des groupes régionaux. Les meilleures équipes de chaque groupe sont directement qualifiées pour la phase finale, les deuxièmes le sont également si elles terminent dans les huit premières au classement. Dans le cas contraire, les équipes jouent une phase de barrage face aux équipes ayant terminé dans les huit premières et non déjà qualifiées pour la phase finale.
| Rang | Club                  | Pts | J  | Diff |
| ---- | --------------------- | --- | -- | ---- |
| 1    | CF Atlas              | 30  | 18 | +2   |
| 2    | CD Cruz Azul          | 27  | 18 | +3   |
| 3    | Chivas de Guadalajara | 22  | 18 | +1   |
| 4    | CF Monterrey          | 20  | 18 | -7   |
| 5    | Atlético Celaya       | 20  | 18 | -10  |

| Rang | Club                            | Pts | J  | Diff |
| ---- | ------------------------------- | --- | -- | ---- |
| 1    | Reboceros de La Piedad (en) (P) | 37  | 18 | +18  |
| 2    | Club Toluca                     | 35  | 18 | +18  |
| 3    | Santos Laguna                   | 31  | 18 | +11  |
| 4    | CA Monarcas Morelia             | 29  | 18 | +9   |
| 5    | Veracruz FC                     | 24  | 18 | -8   |

| Rang | Club         | Pts | J  | Diff |
| ---- | ------------ | --- | -- | ---- |
| 1    | Club Necaxa  | 27  | 18 | +11  |
| 2    | Club América | 27  | 18 | +4   |
| 3    | CF Atlante   | 20  | 18 | -6   |
| 4    | UAG Tecos    | 14  | 18 | -9   |
| 5    | FC León      | 10  | 18 | -19  |

| Rang | Club           | Pts | J  | Diff |
| ---- | -------------- | --- | -- | ---- |
| 1    | Pumas UNAM     | 32  | 18 | +8   |
| 2    | Tigres UANL    | 27  | 18 | +2   |
| 3    | CF Pachuca (T) | 22  | 18 | -7   |
| 4    | CF Puebla      | 11  | 18 | -21  |

#### Classement de relégation
Depuis la saison 1991/92, la relégation dans le championnat mexicains se fait selon la règle du pourcentage. Ainsi à la fin de la saison (succession de deux tournois) un classement est établi en divisant le nombre de points acquis par le nombre de matchs joués sur les trois dernières saisons. L'équipe terminant dernière de se classement joue un match de barrage face à une équipe de la Liga de Ascenso.
| Rang | Club                            | Pts Inv 99 | Pts Ver 00 | Pts Inv 00 | Pts Ver 01 | Pts Inv 01 | Pts Ver 02 | Total | Matchs | Moyenne |
| ---- | ------------------------------- | ---------- | ---------- | ---------- | ---------- | ---------- | ---------- | ----- | ------ | ------- |
| 1    | Club Toluca                     | 32         | 40         | 17         | 30         | 32         | 35         | 186   | 104    | 1.7884  |
| 2    | CF Atlas                        | 38         | 26         | 22         | 25         | 21         | 30         | 162   | 104    | 1.5576  |
| 3    | Reboceros de La Piedad (en) (P) | 0          | 0          | 0          | 0          | 19         | 37         | 56    | 36     | 1.5555  |
| 4    | CD Cruz Azul                    | 27         | 21         | 22         | 33         | 30         | 27         | 160   | 104    | 1.5384  |
| 5    | Santos Laguna                   | 20         | 31         | 28         | 26         | 24         | 31         | 160   | 104    | 1.5384  |
| 6    | Tigres UANL                     | 22         | 22         | 27         | 24         | 36         | 27         | 158   | 104    | 1.5192  |
| 7    | Club Necaxa                     | 30         | 25         | 19         | 28         | 27         | 27         | 156   | 104    | 1.5000  |
| 8    | Club América                    | 28         | 23         | 28         | 26         | 24         | 27         | 156   | 104    | 1.5000  |
| 9    | CF Pachuca (T)                  | 26         | 17         | 25         | 28         | 32         | 22         | 150   | 104    | 1.4423  |
| 10   | CA Monarcas Morelia             | 22         | 24         | 23         | 27         | 20         | 29         | 145   | 104    | 1.3942  |
| 11   | Chivas de Guadalajara           | 28         | 27         | 22         | 14         | 26         | 22         | 139   | 104    | 1.3365  |
| 12   | Pumas UNAM                      | 21         | 28         | 22         | 19         | 17         | 32         | 139   | 104    | 1.3365  |
| 13   | CF Monterrey                    | 20         | 21         | 28         | 20         | 20         | 20         | 129   | 104    | 1.2403  |
| 14   | UAG Tecos                       | 23         | 19         | 25         | 25         | 19         | 14         | 125   | 104    | 1.2019  |
| 15   | CF Puebla                       | 20         | 24         | 27         | 16         | 23         | 11         | 121   | 104    | 1.1634  |
| 16   | Veracruz FC                     | 0          | 0          | 13         | 25         | 19         | 24         | 81    | 70     | 1.1571  |
| 17   | CF Atlante                      | 16         | 11         | 23         | 17         | 26         | 20         | 113   | 104    | 1.0865  |
| 18   | Atlético Celaya                 | 19         | 19         | 18         | 13         | 19         | 20         | 108   | 104    | 1.0384  |
| 19   | FC León                         | 18         | 15         | 23         | 18         | 19         | 10         | 103   | 104    | 0.9903  |

### Barrage de relégation
Afin de faire passer le nombre de clubs en première division de 19 à 20 clubs, la FEMEXFUT a promu automatiquement le vainqueur du barrage de promotion de la Liga de Ascenso. L'équipe qualifiée pour le barrage de relégation a donc été l'équipe de seconde division ayant la structure financière la plus solide.
| Club    | Aller | Retour | Club               | Commentaire |
| ------- | ----- | ------ | ------------------ | ----------- |
| FC León | 1-3   | 0-0    | Deportivo Veracruz |             |

### La phase de barrage
Les quatre équipes qualifiées s'affrontent d'après leur classement général, le meilleur affrontant le moins bon et ainsi de suite. L'équipe la moins bien classée accueille lors du match aller et la meilleure lors du match retour.
En cas d'égalité, c'est l'équipe la mieux classée qui se qualifie.
| Club                    | Aller | Retour | Club             | Commentaire |
| ----------------------- | ----- | ------ | ---------------- | ----------- |
| Santos Laguna (4)       | 2-2   | 1-1    | Tigres UANL (10) |             |
| CA Monarcas Morelia (7) | 2-1   | 3-2    | CD Cruz Azul (9) |             |

### La "Liguilla"
Les huit équipes qualifiées sont réparties dans le tableau final d'après leur classement général, le premier affrontant le huitième et ainsi de suite, la même opération est effectuée une fois que l'on connait les quatre demi-finalistes pour le tirage de ce deuxième tour. L'équipe la moins bien classée accueille lors du match aller et la meilleure lors du match retour.
En cas d'égalité lors des deux premiers tours, c'est l'équipe la mieux classée qui se qualifie. Par contre lors de la finale, si les deux équipes sont à égalité sur la somme des deux matchs des prolongations puis une séance de tirs au but ont lieu.

#### Tableau
|  |                             |               |               |               |               |     |     |            |            |            |            |             |     |   |        |        |        |        |        |  |  |
|  | 1/4 de finale               | 1/4 de finale | 1/4 de finale | 1/4 de finale | 1/4 de finale |     |     | 1/2 finale | 1/2 finale | 1/2 finale | 1/2 finale | 1/2 finale  |     |   | Finale | Finale | Finale | Finale | Finale |  |  |
|  |                             |               |               |               |               |     |     |            |            |            |            |             |     |   |        |        |        |        |        |  |  |
|  |                             |               |               |               |               |     |     |            |            |            |            |             |     |   |        |        |        |        |        |  |  |
|  | Santos Laguna               | (4)           | 1             | 2             |               |     |     |            |            |            |            |             |     |   |        |        |        |        |        |  |  |
|  | Santos Laguna               | (4)           | 1             | 2             |               |     |     |            |            |            |            |             |     |   |        |        |        |        |        |  |  |
|  | CF Atlas                    | (5)           | 3             | 1             |               |     |     |            |            |            |            |             |     |   |        |        |        |        |        |  |  |
|  | CF Atlas                    | (5)           | 3             | 1             | Santos Laguna | (4) | 0   | 0          |            |            |            |             |     |   |        |        |        |        |        |  |  |
|  |                             |               |               |               |               | (4) | 0   | 0          |            |            |            |             |     |   |        |        |        |        |        |  |  |
|  |                             |               | Club Necaxa   | (7)           | 1             | 0   |     |            |            |            |            |             |     |   |        |        |        |        |        |  |  |
|  | Club Toluca                 | (2)           | Club Necaxa   | (7)           | 1             | 0   | 0   | 0          |            |            |            |             |     |   |        |        |        |        |        |  |  |
|  | Club Toluca                 | (2)           |               |               |               |     |     |            |            |            |            |             |     |   |        |        |        |        |        |  |  |
|  | Club Necaxa                 | (7)           | 1             | 2             |               |     |     |            |            |            |            |             |     |   |        |        |        |        |        |  |  |
|  | Club Necaxa                 | (7)           | 1             | 2             |               |     |     |            |            |            |            | Club Necaxa | (7) | 2 | 0      | 0      |        |        |        |  |  |
|  |                             |               |               |               |               |     |     |            |            |            |            | Club Necaxa | (7) | 2 | 0      | 0      |        |        |        |  |  |
|  |                             | Club América  | (8)           | 0             | 2             | 1   |     |            |            |            |            |             |     |   |        |        |        |        |        |  |  |
|  | Pumas UNAM                  | Club América  | (8)           | 0             | 2             | 1   | (3) | 3          | 1          |            |            |             |     |   |        |        |        |        |        |  |  |
|  | Pumas UNAM                  |               |               |               |               |     | (3) | 3          | 1          |            |            |             |     |   |        |        |        |        |        |  |  |
|  | CA Monarcas Morelia         | (6)           | 1             | 0             |               |     |     |            |            |            |            |             |     |   |        |        |        |        |        |  |  |
|  | CA Monarcas Morelia         | (6)           | 1             | 0             | Pumas UNAM    | (3) | 0   | 1          |            |            |            |             |     |   |        |        |        |        |        |  |  |
|  |                             |               |               |               |               | (3) | 0   | 1          |            |            |            |             |     |   |        |        |        |        |        |  |  |
|  |                             |               | Club América  | (8)           | 0             | 2   |     |            |            |            |            |             |     |   |        |        |        |        |        |  |  |
|  | Reboceros de La Piedad (en) | (1)           | Club América  | (8)           | 0             | 2   | 1   | 1          |            |            |            |             |     |   |        |        |        |        |        |  |  |
|  | Reboceros de La Piedad (en) | (1)           |               |               |               |     | 1   | 1          |            |            |            |             |     |   |        |        |        |        |        |  |  |
|  | Club América                | (8)           | 3             | 3             |               |     |     |            |            |            |            |             |     |   |        |        |        |        |        |  |  |
|  | Club América                | (8)           | 3             | 3             |               |     |     |            |            |            |            |             |     |   |        |        |        |        |        |  |  |

#### Quarts de finale
| Club                        | Aller | Retour | Club                | Commentaire |
| --------------------------- | ----- | ------ | ------------------- | ----------- |
| Santos Laguna               | 1-3   | 2-1    | CF Atlas            |             |
| Club Toluca                 | 0-1   | 0-2    | Club Necaxa         |             |
| Pumas UNAM                  | 3-1   | 1-0    | CA Monarcas Morelia |             |
| Reboceros de La Piedad (en) | 1-3   | 1-3    | Club América        |             |

#### Demi-finales
| Club          | Aller | Retour | Club         | Commentaire |
| ------------- | ----- | ------ | ------------ | ----------- |
| Santos Laguna | 0-1   | 0-0    | Club Necaxa  |             |
| Pumas UNAM    | 0-0   | 1-2    | Club América |             |

#### Finale
| Match aller | Club América | 0:2   | Club Necaxa                              | Stade Azteca |  |
| 23 mai      |              | (0:2) | Victor Ruiz 12e · Luis Roberto Alves 42e |              |  |

| Match retour | Club Necaxa | 0:3 (a.p.) | Club América                                                          | Stade Azteca |  |
| 26 mai       |             | (0:0)      | Christian Patiño 58e · Ivan Zamorano 62e · Hugo Norberto Castillo 99e |              |  |

## Bilan du tournoi
| Tableau d'Honneur   |              |
| Compétition         | Vainqueur    |
| Tournoi Verano 2002 | Club América |

| Qualifications continentales 2002-2003 |                          |
| Coupe des champions de la CONCACAF     | Qualifiés                |
| Huitième de finale                     | Club América Club Necaxa |

| Promotions et relégations  |                                |
| Relégué en Liga de Ascenso | FC León                        |
| Promu de Liga de Ascenso   | San Luis FC Deportivo Veracruz |

## Statistiques

### Buteurs
| Rang | Nom                    | Équipe                      | Buts |
| 1    | Sebastián Abreu        | CD Cruz Azul                | 21   |
| 2    | José Saturnino Cardozo | Club Toluca                 | 14   |
| 3    | José Luis Calderón     | CF Atlas                    | 13   |
| 3    | Claudio Da Silva       | Reboceros de La Piedad (en) | 13   |
| 3    | Jared Borgetti         | Santos Laguna               | 13   |
| 6    | Alex Fernandes         | CA Monarcas Morelia         | 15   |
| 6    | Jorge Martín Rodríguez | Veracruz FC                 | 15   |
| 8    | Héctor Altamirano      | Santos Laguna               | 10   |
| 9    | Iván Zamorano          | Club América                | 9    |
| 10   | Rafael Medina          | Reboceros de La Piedad (en) | 8    |